# Sabrina Colle
Sabrina Colle (Avezzano, 1º marzo 1973) è un'attrice e modella italiana.

## Biografia
Si forma artisticamente a Parigi, dove svolge la carriera di modella, studiando, su suggerimento dell'attore Ivan Taïeb, alla scuola d'arte drammatica dei Cours Florent. Esordisce nel cinema con Mama Keïta, partecipando in seguito a uno dei primi lavori di Bertrand Bonello (Le chemin du Calvaire et les chapelles de Vence). Tornata in Italia, ha alternato l'attività cinematografica, anche in ruoli da protagonista (E ridendo l'uccise, regia di Florestano Vancini; La porta delle sette stelle, regia di Pasquale Pozzessere), con quella teatrale e televisiva. Negli anni Duemila si è dedicata specificamente al teatro, stabilendo, inizialmente, un sodalizio con la regista Andrée Ruth Shammah (Teatro Franco Parenti, Milano). Per il Parenti e con la regia della Shammah, ha recitato, fra l'altro, in Ondine (2007-08), grazie al quale ha conseguito il Premio Teatrale Nazionale Vallecorsi. Nell'autunno 2010 ha iniziato una collaborazione professionale col Teatro Biondo di Palermo.

## Vita privata
Dal 1998 è legata sentimentalmente a Vittorio Sgarbi come coppia aperta.

## Filmografia

### Cinema
- Ragazzi, regia di Mama Keïta (1991)
- Le chemin du Calvaire et les chapelles de Vence, regia di Bertrand Bonello (1999)
- S.O.S., regia di Thomas Robsahn (1999)
- Il manoscritto del Principe regia di Roberto Andò (2000)
- Senso '45, regia di Tinto Brass (2002)
- Bell'epoker, regia di Nico Cirasola (2004)
- E ridendo l'uccise, regia di Florestano Vancini (2005)
- La porta delle 7 stelle, regia di Pasquale Pozzessere (2005)
- Tentativi d'amore, regia di Gianni Leonetti (2006)
- Deserto rosa, regia di Elisabetta Sgarbi (2009)
- Racconti d'amore, regia di Elisabetta Sgarbi (2013)

### Televisione
- 2001: Angelo il custode, regia di Gianfrancesco Lazotti.
- 2001: La squadra 2, registi vari (episodio 28).
- 2002: Don Matteo 3, regia di Enrico Oldoini (episodio Bellissima).
- 2002: Incompreso, regia di Enrico Oldoini.

## Teatro
- Tamburi di guerra, di Stefano Sabelli, regia di Stefano Sabelli (2000)
- Sogno di una notte di mezza estate, di William Shakespeare, regia di Stefano Sabelli (2002)
- Dell'arte e della morte. Gli ultimi giorni del Parmigianino, di Vittorio Sgarbi, regia di Andrea Liberovici (2003)
- Amleto, di William Shakespeare, regia di Stefano Sabelli (2004)
- Scacco al matto, di Giovanna Fogliati, regia di Cinzia Perreca (2005)
- Dove ci porta questo treno blu e veloce, di Massimo Sgorbani, regia di Andrée Ruth Shammah (2007, 2011-2012)
- Ondine, di Jean Giraudoux, regia di Andrée Ruth Shammah (2007-2008)
- Tutto scorre, di Massimo Sgorbani, regia di Andrée Ruth Shammah (2008)
- Top Girls (lettura scenica), di Caryl Churchill, regia di Renzo Martinelli (2009)
- Ultimi rimorsi prima dell'oblio, di Jean-Luc Lagarce, regia di Lorenzo Loris (2009)
- Causa di beatificazione (lettura scenica), di Massimo Sgorbani, regia di Massimo Sgorbani (2009)
- Lulù, di Carlo Bertolazzi, regia di Andrée Ruth Shammah (2010)
- La lezione (lettura scenica), di Eugène Ionesco, regia di Pietro Carriglio (2010)
- Sarto per signora, di Georges Feydeau, regia di Salvo Tessitore (2010)
- La Ronda (lettura scenica), dall'omonima rivista, regia di Salvo Tessitore (2011)
- Orgia, di Pier Paolo Pasolini, regia di Fabio Sonzogni (2012-2013)

## Riconoscimenti
- 2010: Premio Teatrale Nazionale Vallecorsi (speciale), Pistoia.